# Gloire d'Epinay
Gloire d'Epinay es una variedad cultivar de ciruelo (Prunus domestica), de las denominadas ciruelas europeas.
Una variedad de ciruela retoño de una plántula encontrada por casualidad alrededor de 1850 por M. Donon de Epinay.
Las frutas de un tamaño mediano, su piel de color rojo violáceo, llegando casi a negro, nunca uniforme, sobre fondo amarillo verdoso, o rojo claro que suele persistir en forma de tachones más o menos redondeados, punteado abundante pero poco perceptible, y su pulpa de color amarillo verdosa, transparente, textura tierna, medianamente jugosa, y sabor dulce y aromático, bueno.

## Sinonimia
- "Gloria de Epinay".

## Historia
'Gloire d'Epinay' variedad de ciruela cuyos orígenes es un retoño de una plántula encontrada por casualidad alrededor de 1850 por M. Donon de Epinay (Francia). Nombrado y presentado a la "Sociedad Nacional de Horticultura" en 1898 por M. Gorion.
'Gloire d'Epinay' fue descrita por: 1. Rev. Hort. 444. 1898 2. Ibid. 86. 1899.
'Gloire d'Epinay' está cultivada en diversos bancos de germoplasma de cultivos vivos, tales como en la Estación experimental Aula Dei de Zaragoza.

## Características
'Gloire d'Epinay' árbol de porte semi vertical, moderadamente vigoroso. Las flores deben aclararse mucho para que los frutos alcancen un calibre más grueso. Tiene un tiempo de floración que comienza a partir del 15 de abril con el 10% de floración, para el 20 de abril tiene una floración completa (80%), y para el 30 de abril tiene un 90% de caída de pétalos.
'Gloire d'Epinay' tiene una talla de tamaño mediano, de forma redondeado achatada, ligeramente asimétrica, con un lado algo más desarrollado, depresión muy acusada en la zona ventral desde la cavidad del pedúnculo al punto pistilar, y continuando en depresión suave en la mitad inferior de la parte dorsal, sutura bien perceptible por estar muy recubierta de pruina, línea morada sobre fondo claro y casi negra en zonas más coloreadas, imperceptible en maduración completa, en depresión muy marcada que se convierte en pocillo en el polo pistilar y continuando en unos 5 mm en la zona dorsal, con peso promedio de 30 à 35 g;epidermis recubierta de pruina muy fina, azul violácea, sin pubescencia, su piel de color rojo violáceo, llegando casi a negro, nunca uniforme, sobre fondo amarillo verdoso, o rojo claro que suele persistir en forma de tachones más o menos redondeados, punteado abundante pero poco perceptible, blanquecino o rojizo, sin aureola; pedúnculo de longitud corto, medianamente grueso, pubescente, insertado en cavidad peduncular bastante ancha, medianamente profunda, muy rebajada en la sutura y poco en el lado opuesto; pulpa de color amarillo verdosa, transparente, textura tierna, medianamente jugosa, y sabor dulce y aromático, bueno.
Hueso completamente libre, pequeño, elíptico redondeado, ligeramente asimétrico, superficie semi lisa o arenosa, surco lateral continuo, bien marcado, excepto en la zona pistilar en que es superficial, surco dorsal bien marcado continuo o interrumpido en el centro, de 0 a 3 orificios junto a la línea dorsal.
Su tiempo de recogida de cosecha se inicia en su maduración en la primera decena de agosto. Fruto similar a Monsieur Hatif, pero es más tardía y madura en un período de casi dos meses.

## Cultivo
El árbol es bastante resistente y crece con fuerza, pero no es muy grande. La floración es medianamente temprana y autofértil.